# Trigonoptera amboinica
Trigonoptera amboinica är en skalbaggsart som beskrevs av Stefan von Breuning 1968. Trigonoptera amboinica ingår i släktet Trigonoptera och familjen långhorningar. Inga underarter finns listade i Catalogue of Life.